# Reinier Nooms

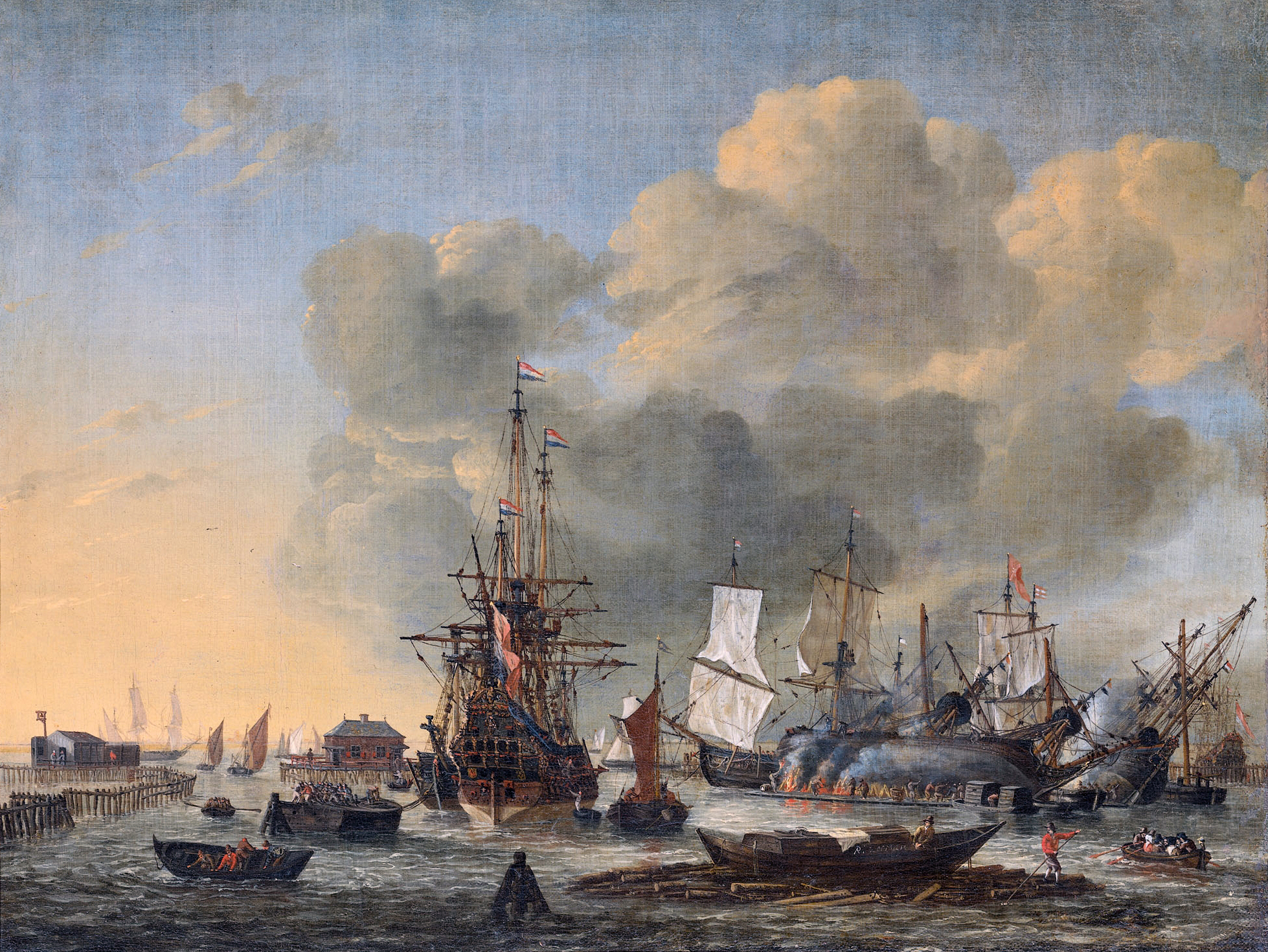
Reinier Nooms, 1668

Reinier Nooms (c. 1623 – 1664), también conocido como Zeeman (en holandés "marinero"), fue un pintor holandés conocido por sus pinturas y grabados de barcos, muy detallados.

## Trayectoria

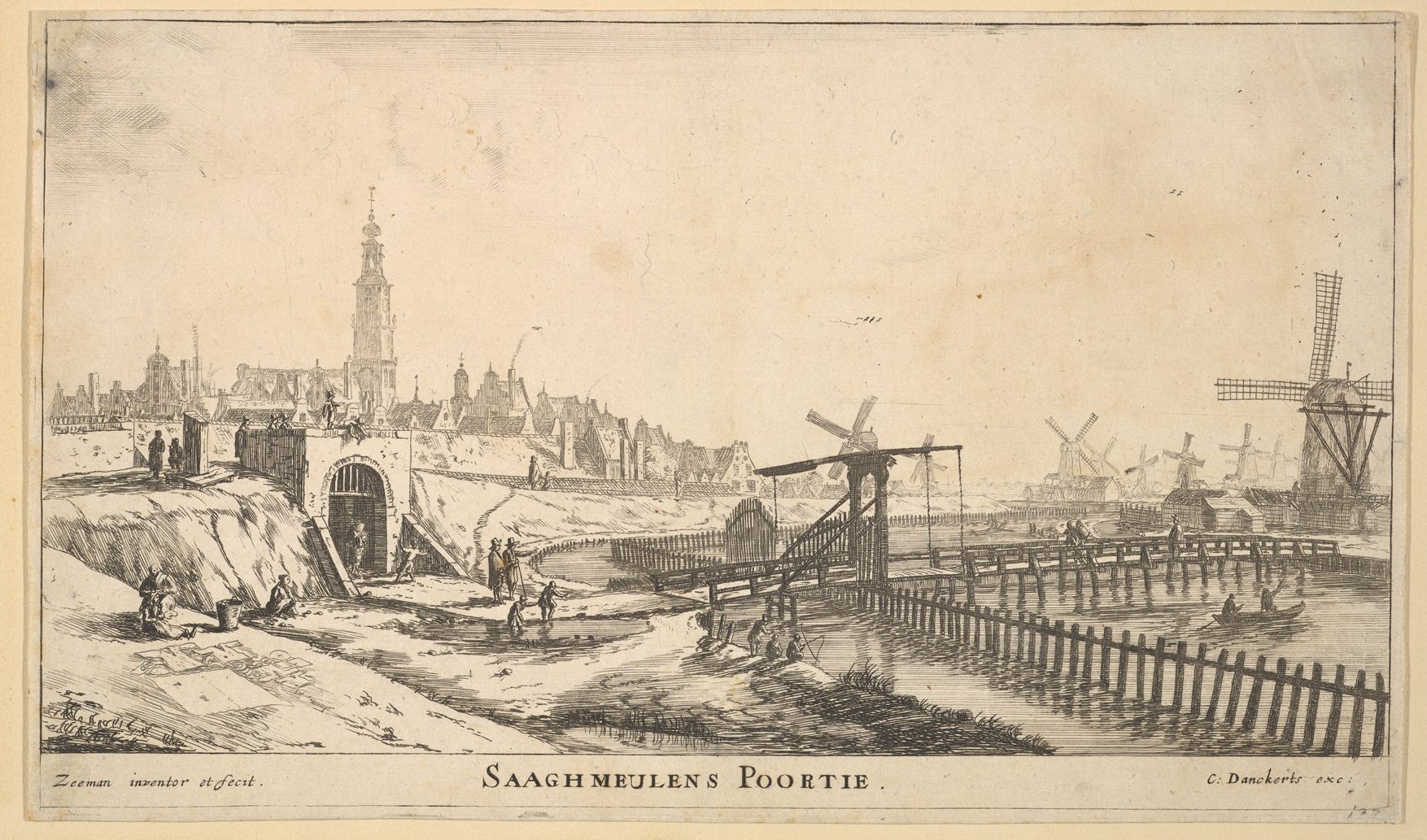
La Puerta Zaagmolen alrededor de 1663 cuando se renovaron las murallas de la ciudad de Ámsterdam.

Nooms probablemente nació y murió en Ámsterdam, pero no sobrevive ningún registro. A partir de 1643 se inició en la pintura y el dibujo siguiendo una dura vida como marinero. No se sabe cómo adquirió su habilidad como artista. Su conocimiento de los barcos es evidente a partir de su trabajo: los barcos y las ubicaciones extranjeras se representan con gran precisión y gran detalle, y sirvieron como ejemplo para otros artistas de cómo representar barcos.
Un tema favorito de sus pinturas fueron las victorias holandesas en las guerras anglo-holandesas. Por ejemplo, pintó el Amalia, el buque insignia del almirante Maarten Tromp, antes de la Batalla de los Downs. Esta pintura se exhibe en el Museo Marítimo Nacional de Greenwich, Reino Unido. Su pintura de la batalla de Livorno en 1653 está en la colección del Rijksmuseum.

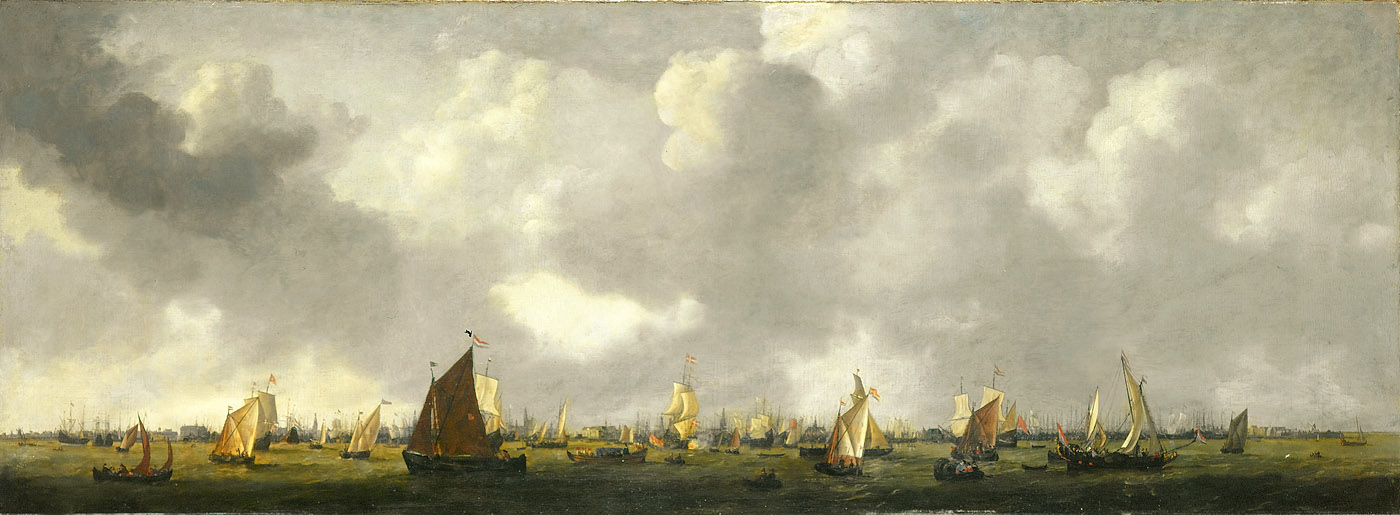
Barcos en el IJ by Amsterdam. 1661

Artista muy viajero, Nooms visitó París (1650-1652, 1656), Venecia y posiblemente Berlín (1657), y viajó a lo largo de la costa del norte de África con Michiel de Ruyter (1661-1663). No está claro dónde y cuándo se casó con María Moosijn de Brujas, pero la pareja tuvo dos hijas bautizadas en 1653 y 1655.

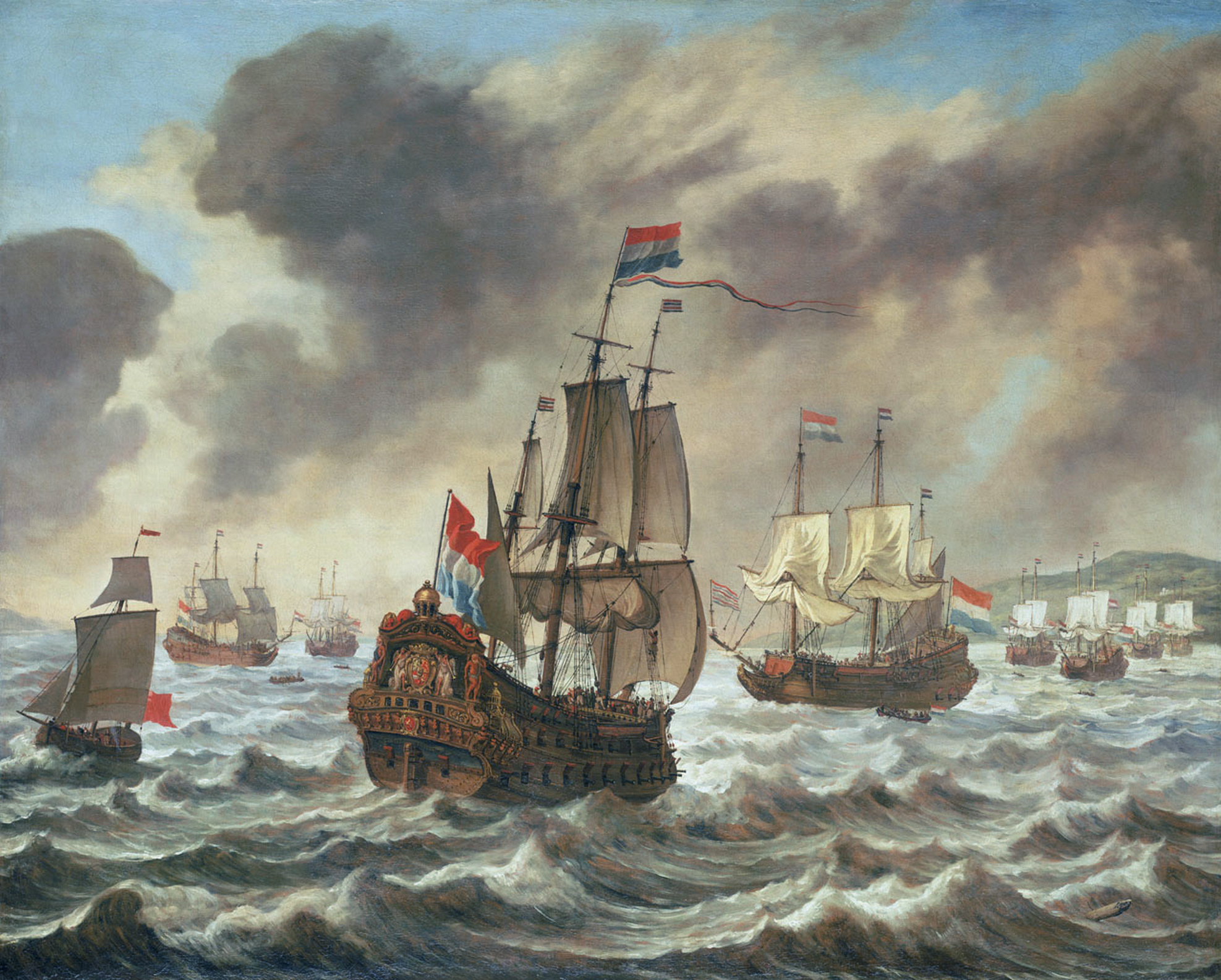
Reinier Nooms: antes de la batalla de los Downs, c. 1639

En la década de 1650, Nooms realizó una serie de grabados de barcos y vistas topográficas caracterizados por un alto grado de detalle y precisión. Estos grabados fueron publicados por Cornelis Danckerts y Clement de Jonghe y sirvieron de ejemplo para muchos artistas.
Una de las obras finales de Nooms, de 1664, muestra una vista del puerto de Ámsterdam, con la bahía de IJ y el Lands Zeemagazijn del depósito naval, ahora convertido en el Nederlands Scheepvaartmuseum (Museo Marítimo de los Países Bajos). Apropiadamente, este trabajo se exhibe en el Museo Marítimo de los Países Bajos.
El grabador francés del siglo XIX Charles Meryon estuvo muy influenciado por Nooms, cuyos grabados de paisajes urbanos lo inspiraron para su propia serie de grabados de París. Meryon dedicó algunas de estas obras a Nooms en forma poética.